# Anna Godbersen
Anna Godbersen (Berkeley, 1980) è una scrittrice statunitense.

## Biografia
Ha studiato al Barnad College. Vive con il marito a Brooklyn, dove ha scritto i 4 romanzi della serie The Luxe e ha iniziato la nuova serie Bright Young Things.

## Libri
- The Luxe: Il ballo degli inganni - 2007
- Rumors: Il prezzo dell'amore - 2008
- Envy: A Luxe Novel - 2009
- Splendor: A Luxe Novel - 2009

- Bright Young Things (2010)
- Beautiful Days (2011)